# Fury (Australische band)
Fury was een Australische thrashmetalband, die in 1993 in Broken Hill werd geformeerd en een tijdlang in Adelaide gevestigd was. Door gesprekken met hun platenlabel werd Fury in Europa bekend als The Harrowed, hoewel ze hun oorspronkelijke naam Fury binnen Australië behielden. De voormalige gitarist van de band, Ricky Boon, is blind vanwege de degeneratieve oogaandoening retinitis pigmentosa. Zijn neef is 'Lord Tim' Grose, frontman en bandleider van Lord en voorheen de ter ziele gegane Dungeon. Ze hadden verschillende nummers uitgebracht op Amerikaanse compilatiealbums voor Dwell Records, met covers voor Megadeth, Suicidal Tendencies, Death en King Diamond tribute albums. De band zit momenteel voor onbepaalde tijd op non-actief, terwijl leden Ricky Boon, Mick O'Neil en Tim Hinton zich richten op een nieuw project.

## Bezetting
- Ricky Boon (gitaar)
- Darren McLennan (gitaar)
- Tim Hinton (drums)
- Daniel Wall (basgitaar)
- Mick O'Neil (zang)
- Aaron Dewsbery (basgitaar)
- Ben Harris (drums)
- Derek Beauchamp (drums)
- Steve Comacchio (basgitaar)
- Chad Cosgrove (zang)

## Geschiedenis
Fury bracht in 2000 de ep Stigmatized uit met vier nummers. Een recensent van Metal Fanatix beoordeelde het op 71 van de 100 en legde uit: 
Ze nemen deathmetal- en hardcore-invloeden op en het maakt hun muziek bijna als een deathcoreband. De nummers zijn goed op deze vier nummers tellende MCD, maar ze lijken geen richting te hebben. Ze hebben een aantal goede riffs, maar ze lijken niet volledig te worden uitgevoerd.

De Metal Fanatix-recensent beschreef hun tweede album Slavekind als: 
Net als hun vorige muziek is het regelrechte thrash ergens tussen de geluiden van Pantera en Scatterbrain. Soms brengt deze schijf je op gang als een zestienkleppige zuigermotor en op andere als een bonzende deur in een handomdraai ... deze jongens spelen wat ze willen en laten zich niet afleiden door iets waar ze niets mee te maken hebben.

## Discografie

### Albums
- 1997: Fury
- 2001: Slavekind (heruitgebracht in 2003)
- 2005: Forbidden Art
  - 2007: The Harrowed (door The Harrowed) (heruitgebracht van Forbidden Art via Massacre Records)
- 2010: Forgotten Lore
- 2010: Contagion
- 2011: Transfiguration

### Ep's
- 2000: Stigmatized
- 2005: Blood, Sweat and Iron

### Videoalbums
- 2011: DVD Video Promo (dvd)